# Alexander Massialas
Alexander Massialas (San Francisco, 20 aprile 1994) è uno schermidore statunitense, specializzato nel fioretto.

## Biografia
Figlio d'arte (suo padre Greg ha partecipato a due edizioni diverse dei Giochi olimpici ed è commissario tecnico della nazionale di fioretto dal 2012), Massalias ha preso parte egli stesso alla edizione olimpica di Londra 2012 e a quella di Rio del 2016. 
Il 7 agosto 2016 ha vinto la medaglia d'argento nel fioretto alle Olimpiadi di Rio de Janeiro, sconfitto 15 a 11 nella finale dall'italiano Daniele Garozzo mentre nella competizione a squadra ha vinto il bronzo proprio contro la squadra italiana, il 12 agosto 2016.

## Palmarès
- Giochi olimpici

Rio de Janeiro 2016: argento nel fioretto individuale e bronzo nel fioretto a squadre.
- Mondiali

Budapest 2013: argento nel fioretto a squadre.
Mosca 2015: argento nel fioretto individuale.
Lipsia 2017: argento nel fioretto a squadre.
Wuxi 2018: argento nel fioretto a squadre.
Budapest 2019: oro nel fioretto a squadre.
Il Cairo 2022: argento nel fioretto a squadre.
Tbilisi 2025: argento nel fioretto a squadre.
- Giochi panamericani:

Guadalajara 2011: oro nel fioretto individuale e nel fioretto a squadre
Toronto 2015: oro nel fioretto individuale e nel fioretto a squadre